# فرودگاه بین‌المللی ابوبکر صدیق ۳
فرودگاه بین‌المللی ابوبکر صدیق ۳ (به انگلیسی: Sadiq Abubakar III International Airport) یک فرودگاه همگانی با کد یاتا SKO است که یک باند فرود آسفالت دارد و طول باند آن ۳۰۰۰ متر است. این فرودگاه در شهر سوکوتو کشور نیجریه قرار دارد و در ارتفاع ۳۰۸ متری از سطح دریا واقع شده است.

## شرکت‌های هواپیمایی و مقصدهای پروازی
| شرکت‌های هواپیمایی | مقصدهای پروازی |
| ----------------- | -------------- |
| Aero Contractors  | ننامدی آزیکیوه |
| آریک ایر          | ننامدی آزیکیوه |
| Med-View Airlines | ملک عبدالعزیز  |